# Kartouza svatého Martina
Kartouza svatého Martina (italsky Certosa di San Martino) je bývalý klášter řádu kartuziánů v italském městě Neapol. Leží na vrcholu kopce Vomero, a je tak jednou z dominant města. Kartouza byla dokončena za vlády Johany I. Neapolské v roce 1368 a byla zasvěcena sv. Martinovi z Tours. V první polovině 16. století byl klášter rozšířen. K dalšímu rozšíření a přestavbě do dnešní barokní podoby došlo v letech 1580-1623 architektem Cosimem Fanzagem.
Na počátku 19. století během francouzské nadvlády byl klášter členy kartuziánského řádu opuštěn. Dnes v klášteře sídlí muzeum (Museo Nazionale di San Martino) s výstavou týkající se období španělské a bourbonské vlády nad městem.

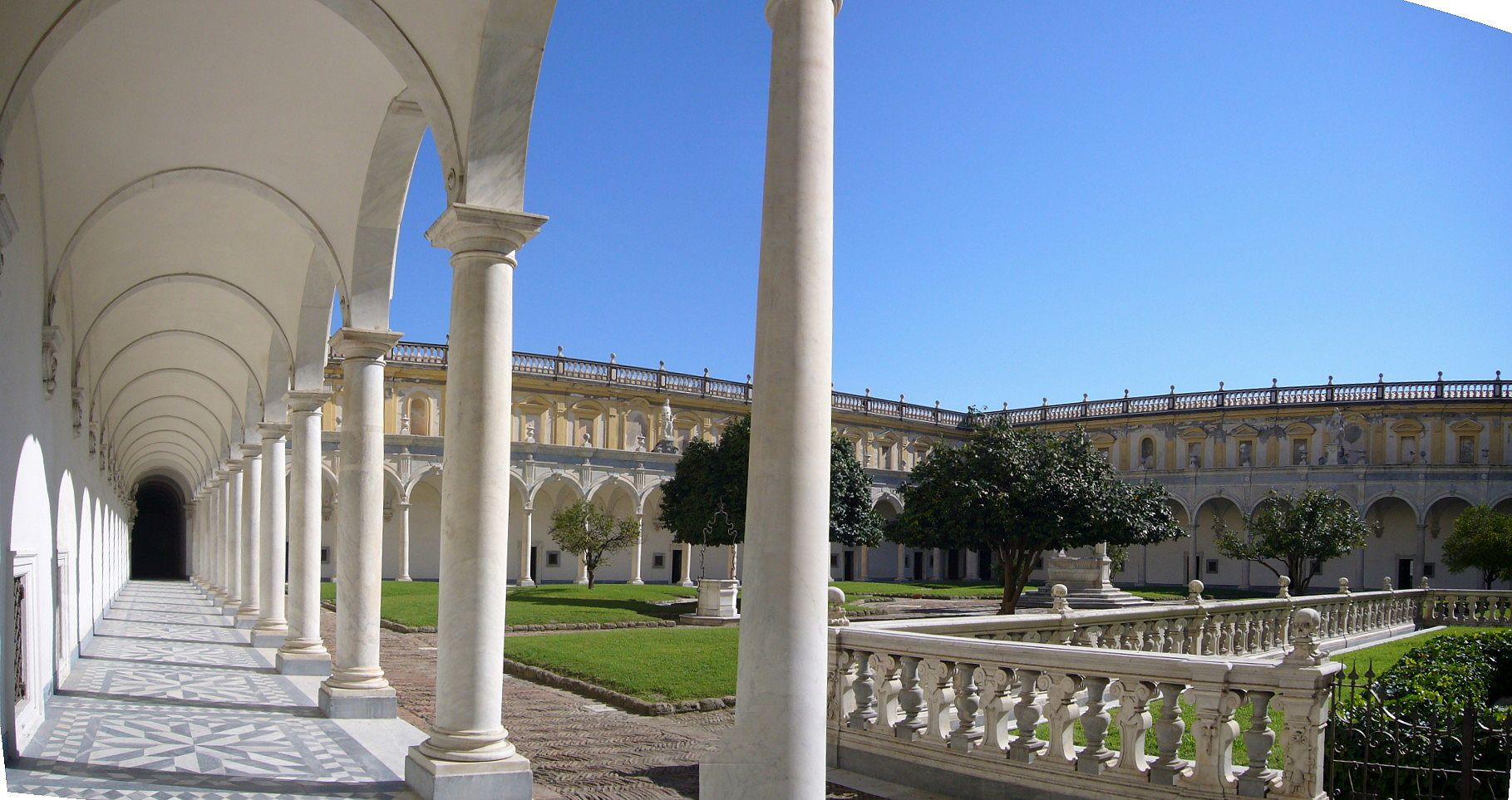
Chiostro grande
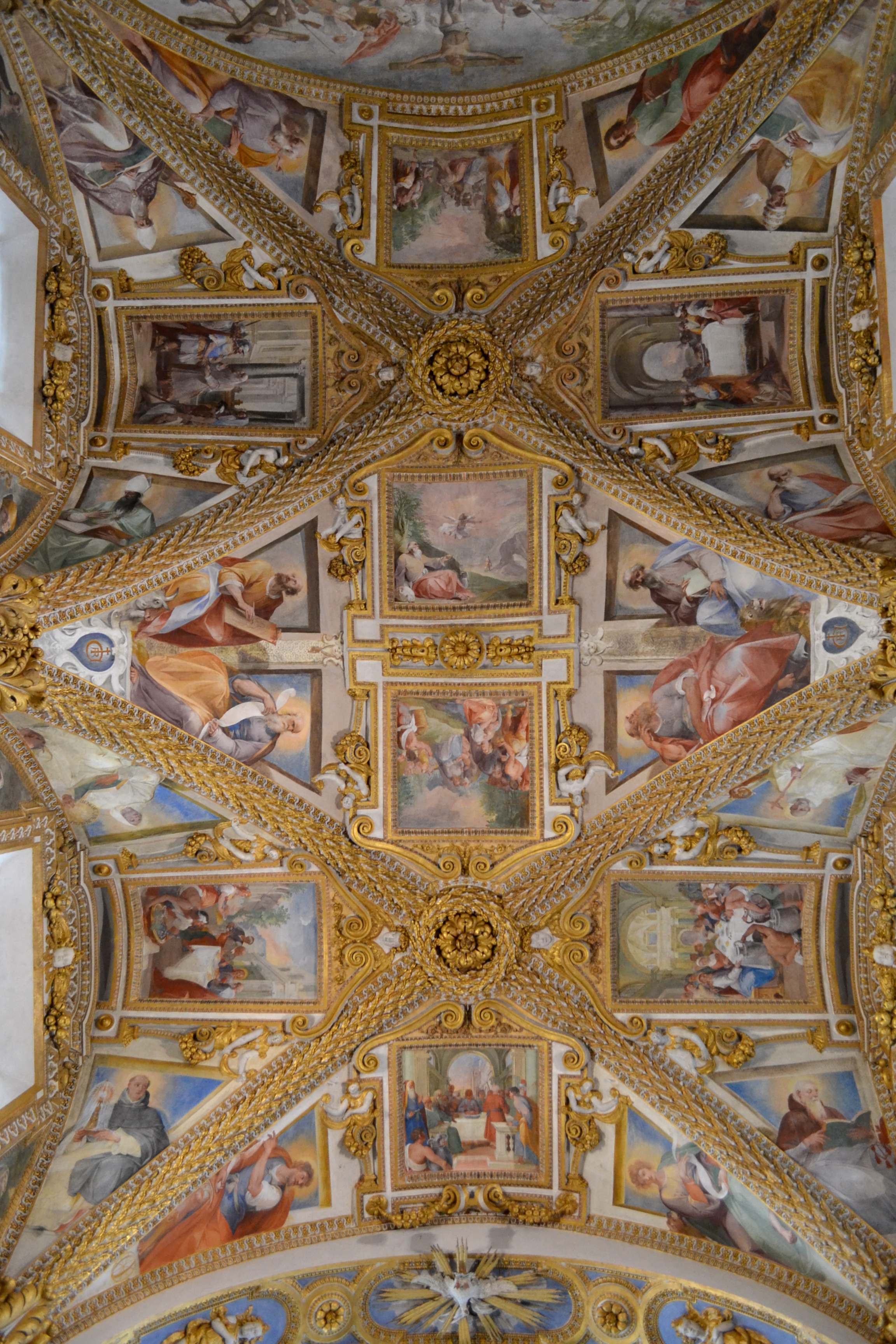
Malby na chrámové klenbě